# Tales from the Elvenpath
Tales from the Elvenpath е името на първия сборен албум на финландската метъл група Nightwish. Излиза на 18 октомври 2004 и включва песни от албумите Oceanborn, Wishmaster и Century Child, а така също и няколко неиздавани дотогава парчета.

## Песни
- 1. Wishmaster
- 2. Sacrament of Wilderness
- 3. End of all Hope
- 4. Bless the Child
- 5. Sleeping Sun
- 6. She is My Sin
- 7. Walking in the Air
- 8. Stargazers
- 9. Over the Hills and Far Away
- 10. The Kinslayer
- 11. Dead Boy's Poem
- 12. Sleepwalker
- 13. Nightquest
- 14. Lagoon
- 15. The Wayfarer